# Volcà del Puig de Martinyà
Volcà del Puig de Martinyà är en vulkan i Spanien.   Den ligger i provinsen Província de Girona och regionen Katalonien, i den östra delen av landet, 500 km öster om huvudstaden Madrid. Toppen på Volcà del Puig de Martinyà är 651 meter över havet.
Terrängen runt Volcà del Puig de Martinyà är huvudsakligen kuperad. Runt Volcà del Puig de Martinyà är det ganska glesbefolkat, med 42 invånare per kvadratkilometer. Närmaste större samhälle är Olot, 5,5 km nordväst om Volcà del Puig de Martinyà. I omgivningarna runt Volcà del Puig de Martinyà växer i huvudsak blandskog.